# Gradislav Borilović
Gradislav Borilović, en  cirílico serbio Градислав Бориловић,  griego: Μποριλοβίκης[a]; fl. 1325-1352,  era un magnate serbio al servicio de Esteban Uroš III Dečanski (r. 1321-1331) y Esteban Dušan (r. 1331-1355), que tenía los títulos de voivoda (general), kaznac y tepčija, los dos últimos eran oficinas financieras. Gradislav dirigió el ejército serbio que luchó contra el emirato otomano en la batalla de Demotika en octubre de 1352. La batalla se libró entre los aliados de los dos emperadores bizantinos rivales, Juan V Paleólogo y Juan VI Cantacuceno, y fue la primera batalla importante de los otomanos en suelo europeo, que terminó con una derrota serbia. Fuentes griegas hablaron de Gradislav como «verdaderamente uno de los más respetables entre los serbios».

## Bajo el mando de Stefan Uroš III
El metropolitano Arsenije de Prizren, kaznac Baldovin, voivoda Gradislav, župan Vratko, knez Grgur Kurjaković, stavilac Miloš, voivoda Dejan Manjak, Gradislav Sušenica, Nikola Buća, y el archidiácono Marin Baranić, firmaron el documento emitido por Stefan Uroš III, de fecha 22 de enero de 1325, para la venta de Ston y Pelješac a la República de Ragusa; las dos posesiones fueron entregadas oficialmente en 1333. El título de voivoda era el título de la corte suprema de la época  y el orden jerárquico era stavilac, čelnik, kaznac, tepčija y voivoda).
En 1330, se formó una alianza entre Bulgaria y el Imperio Bizantino, que buscaba invadir Serbia. En 1330, el joven rey Dussan derrotó al emperador búlgaro Michael III Shishman en Velbazhd, después de lo cual el rey  Uros III nombró a su sobrino Iván Stefan en el trono búlgaro en agosto. Uros III tuvo ahora la oportunidad de atacar a los bizantinos, pero decidió no hacerlo, lo que provocó la alienación de gran parte de la nobleza que buscaba la expansión hacia el sur, lo que dio lugar a un  conflicto entre Uros III y su hijo, que terminó con la coronación de Dussan como Rey en septiembre de 1331. Gradislav, al igual que algunos otros magnates que habían servido a Uros III, por ejemplo Vojvoda Vojin y Đuraš Ilijić apoyaron a Dussan en este conflicto.

## Bajo el mando de Stefan Dussan
Gradislav es mencionado en 1333 como un vexilífero (stegonoša, abanderado, equivalente a veliki vojvoda). Ese título había sido otorgado anteriormente a Mladen y Vojin. En c. 1337, donó una aldea al Monasterio de Treskavec, que había sido renovado por Stefan Dussan. Se le mencionó con el título judicial tepčija en la segunda carta de Dussan a Treskavec, fechada en algún momento entre 1336 y 1345.

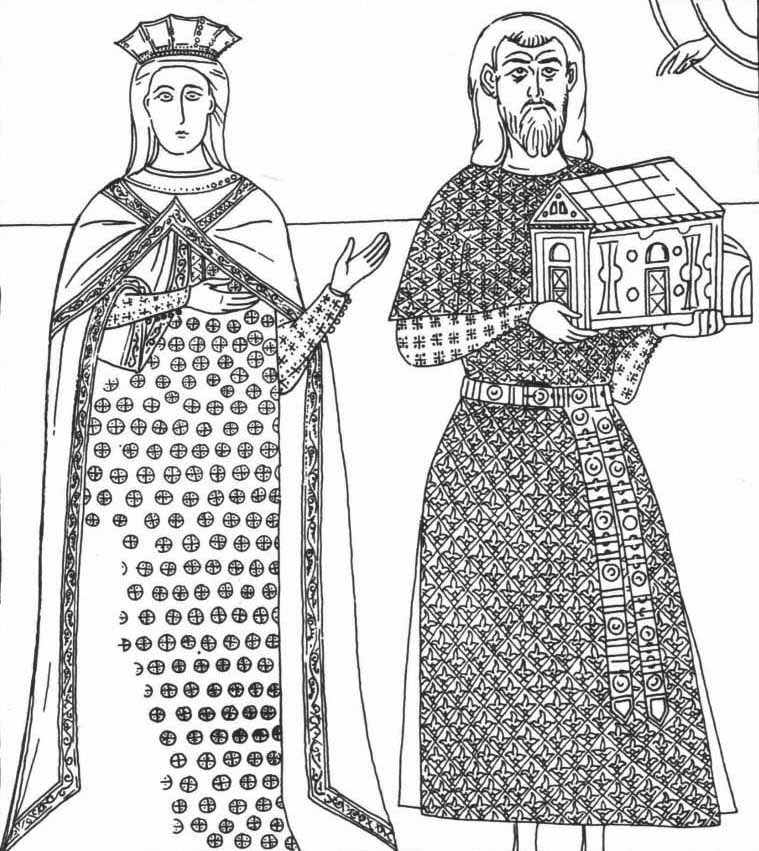
Retratos Ktetor de Gradislav y su esposa

Durante la Guerra civil bizantina de 1341-1347 entre la regencia de Juan Palaiologos y Juan Kantakouzenos, este último se alió con los emiratos turcos  Aydin y  Otomano, e inicialmente también con Stefan Dussan (1342-43). Sin embargo, Dussan cambió de bando y expandió sus dominios a territorio bizantino. El emirato de Aydin derrotó al ejército serbio en la Batalla de Stephaniana (1344), pero no fue capaz de frustrar la conquista de  Macedonia y Epiro por parte de Dussan., Durante estos eventos, tepčija Gradislav fue mencionado junto a Konstantin Sevastokratorović y el kastrophylax Dragman.
El 16 de abril de 1346, Dussan fue proclamado «Emperador y autócrata de los serbios» por el Patriarca serbio Joanikije II. La guerra bizantina terminó con una victoria política para Kantakouzenos, quien fue reconocido como emperador principal durante diez años, tras los cuales él y los palaiologos reinarán como iguales.Nicol, 1993, p. 210 Dussan continuó en una guerra con Kantakouzenos, cuyo hijo Mateo Cantacuceno, ahora despojado de su herencia, estableció una política semiautónoma en Tracia occidental, una marcha contra Serbia.
En la  guerra civil bizantina que comenzó en 1352, John Palaiologos obtuvo la ayuda de Serbia, mientras que John Kantakouzenos buscó la ayuda de Orhan I, el  bey otomano. Kantakouzenos marchó a Tracia para rescatar a su hijo, Mateo, que fue atacado por los Palaiologos poco después de recibir este apodo y luego se negó a reconocer a John Palaiologos como heredero del trono. Las tropas otomanas retomaron algunas ciudades que se habían rendido a John Palaiologos, y Kantakouzenos les permitió saquear, incluyendo Adrianópolis, por lo que parecía que Kantakouzenos estaba derrotando a John Palaiologos, que ahora se retiraba a Serbia. El emperador Stefan Dussan envió a Palaiologos una fuerza de caballería de 4000 o 6000 JINETES bajo el mando de Gradislav, mencionado como Borilović el kaznac (Κασνιτζὸς ό Μποριλοβίκης), Naumov cree que este "kaznac Borilović" era de hecho su hermano o un pariente cercano) mientras que Orhan I proporcionó a Kantakouzenos 10 000 jinetes. Los dos ejércitos se reunieron en una batalla a campo abierto, la  batalla de Demotika (el moderno Didymoteicho) en octubre de 1352, que decidiría el destino del Imperio Bizantino, sin la participación directa de los bizantinos. Los otomanos más numerosos derrotaron a los serbios, y Kantakouzenos retuvo el poder, mientras que los palaiologos huyeron a los ténedos venecianos. Según Kantakouzenos, unos 7000 serbios cayeron en la batalla, cifra considerada exagerada, mientras que Nikephoros Gregoras (1295-1360) dio la cifra de 4000.  La batalla fue la primera gran batalla de los otomanos en suelo europeo, e hizo que Stefan Dussan se diera cuenta de la gran amenaza de los otomanos para Europa del Este.
Fue enterrado en el Monasterio de Treskavec, que incluye retratos de él y su esposa. No se sabe exactamente cuándo adquirió el título de tepčija, aunque lo más probable es que fuera al final de su vida.